# Palazzo delle Poste (Trieste)
Il palazzo delle Poste di Trieste è un'importante costruzione della città. L'entrata principale è in piazza Vittorio Veneto. Al suo interno si trova la sede triestina delle Poste italiane e il Museo postale e telegrafico della Mitteleuropa.

## Storia
Il palazzo delle Poste fu costruito fra il 1890 e il 1894 ad opera dell'architetto Friedrich Setz.
Al nuovo palazzo venne destinata l'area occupata dalla Dogana (sorta sulle antiche saline che un tempo occupavano la zona su cui sorge attualmente il Borgo Teresiano). Il palazzo disposto su un'area rettangolare di quasi 7.100 metri quadrati, venne concepito fin dall'inizio per ospitare sia gli uffici postali e telegrafici che quelli della finanza, per cui all'interno è strutturato in due corpi distinti di 3.500 metri quadrati ciascuno.
Il palazzo ospita sul lato di piazza Vittorio Veneto la filiale di Trieste delle Poste italiane e al piano terra il Museo postale e telegrafico della Mitteleuropa dal 1997.
Il palazzo presenta su tutti i lati uno zoccolo in pietra viva del Carso, seguito da una zona rivestita a bugnato di cemento, una cornice separa i primi due piani dai tre superiori levigati a conci ed appiattiti. Sopra la cornice si elevano per il primo e il secondo piano sei colonne giganti di ordine ionico intercalate da cinque grandi finestre a timpano triangolare.
Le finestre del terzo piano invece nella zona centrale sono bifore e sono intervallate da sei statue che rappresentano la Navigazione, la Ferrovia, il Commercio, la Viticultura, l'Agricoltura, e l'Industria. A coronamento della parte centrale della facciata vi è una grande cupola a forma di calotta tronca dagli spigoli curvi e convergenti, al centro della quale è collocato un abbaino delimitato da due erme e con un'apertura rotonda in cui sta un orologio. Al di sopra dell'abbaino è posta una statuetta di postiglione e al di sotto dell'orologio si legge l'anno di costruzione 1894 in cifre romane.